# ياكوفليف ياك-14
ياكوفليف ياك-14 (بالإنجليزية: Yakovlev Yak-14)‏ هي طائرة شراعية من صناعة ياكوفليف. كان أول طيران لها في 1948. دخلت الخدمة في 1950، صنع منها 413 طائرة.

## المستخدمون
- الاتحاد السوفيتي
- تشيكوسلوفاكيا